# 石切山祥子
石切山 祥子（いしきりやま さちこ、1964年2月29日 - ）は、北海道室蘭市出身のファッション撮影のスタイリスト。

## 来歴
1964年2月29日、北海道室蘭市生まれ、小学3年生から札幌市在住。
北星学園女子高等学校、札幌大学外国語学部ロシア語卒業後、「小室哲子スタイリスト塾」で2年間学び、その後独立。TVCMのスタイリスト、ファッションスタイリストとして活動する一方、2017年から車椅子の人にも着られるドレスのデザイン、製作を始める。ファッションスタイリストの目線で、お洒落で、スタイルよく見え、障害があっても楽に着られるファッションブランド「campanella」を2019年に立ち上げ、ドレスの開発、デザイン、販売、レンタルをおこなっている。テレビ番組、コマーシャル、広告、ポスター撮影のインテリア、家具、食器、料理、雑貨 衣装などのスタイリングを手掛けるスタイリスト事務所『スプートニク』を2000年に設立、代表を務める。ユニバーサルデザインドレスのファッションショーなどにより普及活動を続けている。
北海道新聞社から出版された絵本「サチコさんのドレス」（直木賞作家・桜木紫乃の文、そらの絵）の主人公のモデル。

## 主な活動
「campanella」は、どんな人もお洒落を気軽に楽しめる世界になって欲しいをコンセプトに、車椅子生活の人、肌にアレルギーのある人も気軽にお洒落を楽しむための工夫やデザイン、機能性を兼ね備えたブランド。
- 2014年 - 福祉イベントで開催された冬のカジュアルファッションショーにてスタイリング、演出を担当。障害があっても楽に着られる冬のファッションデザインを提案。
- 2016年9月 - NHK「バリバラ」ファッションショーで自身のデザインを発表。
- 2019年5月 - Uーstyle 2019 ファッションショーに参加。
- 2020年2月 - さっぽろ雪まつり会場にてファッションショーを行う。
- 2021年 - ART BRUT HOKKAIDO STYLE（障害者の文化芸術フェスティバル in 北海道ブロック）に参加。参加モデルのスタイリングも担当。
- 2021年5月8日 - 動画にて車椅子でも簡単に着られるドレスの新作を世界に配信。
- 2022年5月 - 多様性社会の実現を目指す「インクルーシブパレード2022年東京」にドレス提供。